# Bujar Nishani

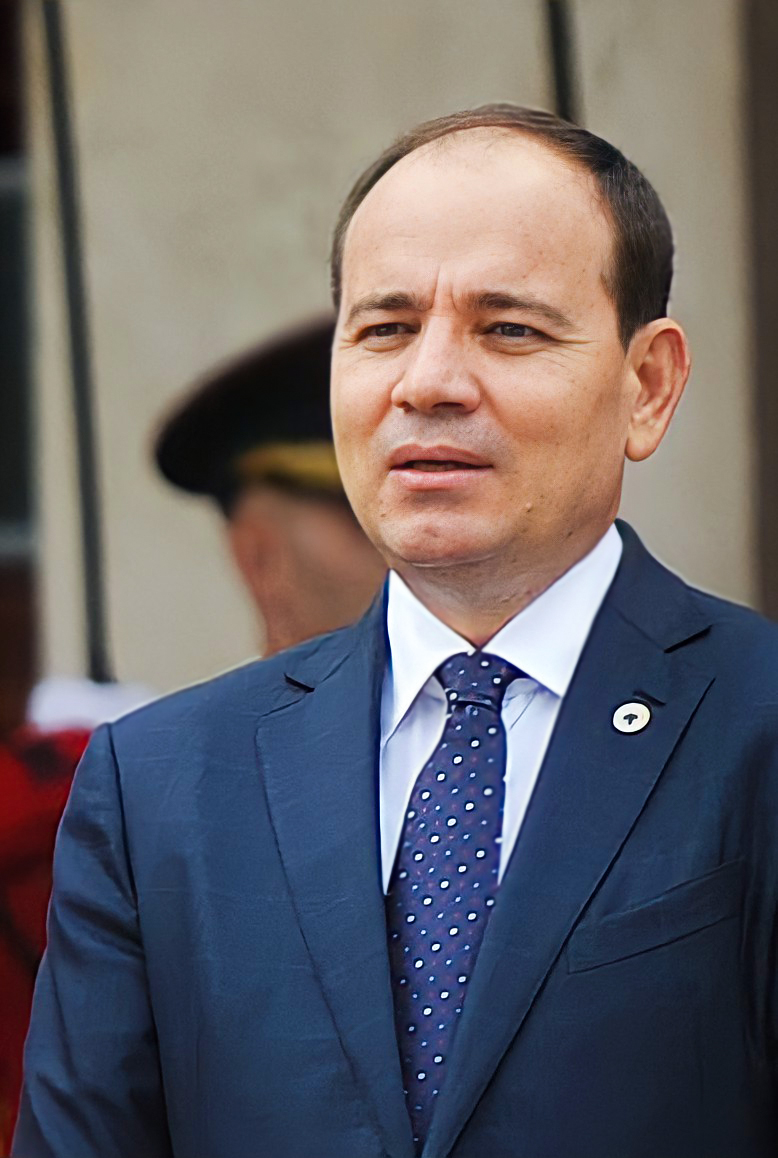
Bujar Nishani (2016)

Bujar Faik Nishani (* 29. September 1966 in Durrës; † 28. Mai 2022 in Deutschland) war ein albanischer Politiker. Er war langjähriger Innen- sowie Justizminister und von 2012 bis 2017 Staatspräsident Albaniens.

## Herkunft und Ausbildung
Bujar Nishani wurde 1966 in der albanischen Hafenstadt Durrës geboren. Seine Familie väterlicherseits kam ursprünglich aus der südalbanischen Region um Gjirokastra und Libohova und siedelte nach dem Zweiten Weltkrieg nach Durrës um. 1988 absolvierte er ein Studium an der Militärakademie „Skënderbej“ in Tirana und 1996 beendete er ein postgraduales Studium in Kalifornien. 2004 wurde er an der Universität Tirana zum Juristen diplomiert und 2005 erlangte er einen Master in den European Studies.

## Politische Anfänge bei den Demokraten
Im Jahr 1991 – nach dem Fall der kommunistischen Diktatur in Albanien – trat Bujar Nishani der Demokratischen Partei Albaniens (PD) bei. Seine politischen Aktivitäten waren jedoch recht begrenzt, und erst ab 2001 zeichnete sich eine Intensivierung ab. So wurde Nishani in jenem Jahr zum Sekretär der Parteisektion in Tirana gewählt. 2003 wählten ihn die Stimmberechtigten der Hauptstadt als Mitglied der PD in den Stadtrat (albanisch Këshilli Bashkiak).

## Abgeordneter und Minister
Bei den Parlamentswahlen im Juli 2005 wurde Nishani als Vertreter des Qark Tirana ins Parlament (alb. Kuvendi) gewählt. Damals gelangten erstmals nach mehreren Jahren die Demokraten wieder an die Regierung, und die Sozialistische Partei ging in die Opposition. Nishani wurde zudem beim Parteikongress der Demokraten im selben Jahr in den Parteivorstand gewählt und entwickelte sich von da an zu den führenden Figuren der Demokratischen Partei.
Zwischen Januar 2006 und Oktober 2007 war Bujar Nishani Mitglied in der Parlamentarischen Versammlung des Europarates.
Im Jahr 2007 trat Sokol Olldashi von seinem Posten als Innenminister zurück, und Ministerpräsident Sali Berisha (PD) erklärte Nishani zu dessen Nachfolger. Nishani war somit im Kabinett Berisha I zum ersten Mal in seiner Karriere Minister. Nach den Parlamentswahlen 2009 wurde er ins Justizministerium versetzt und Lulzim Basha trat seine Nachfolge an. Nishani leitete dieses Ministerium im Kabinett Berisha II bis 2011, als Basha wegen seiner Kandidatur zum Bürgermeister von Tirana als Minister zurücktreten musste.
In die Amtszeit von Nishani als Innenminister fällt unter anderem die Einführung des albanischen biometrischen Reisepasses und daraus folgend die Befreiung albanischer Bürger von der Visumspflicht für die Europäische Union. Auch das Zivilstandsregister wurde umfassend erneuert und modernisiert.

## Wahl zum Staatsoberhaupt
Bujar Nishani trat bei der Präsidentschaftswahl 2012 erst beim vierten Anlauf als Kandidat der Demokraten an und wurde vom albanischen Parlament mit 73 zu 3 Stimmen zum neuen Staatspräsidenten gewählt. An diesem Wahlgang nahm die oppositionelle Sozialistische Partei Albaniens (PS) nicht teil. Bujar Nishani wurde am 24. Juli 2012 als Nachfolger des seit 2007 amtierenden Bamir Topi vereidigt.

## Präsident der Republik

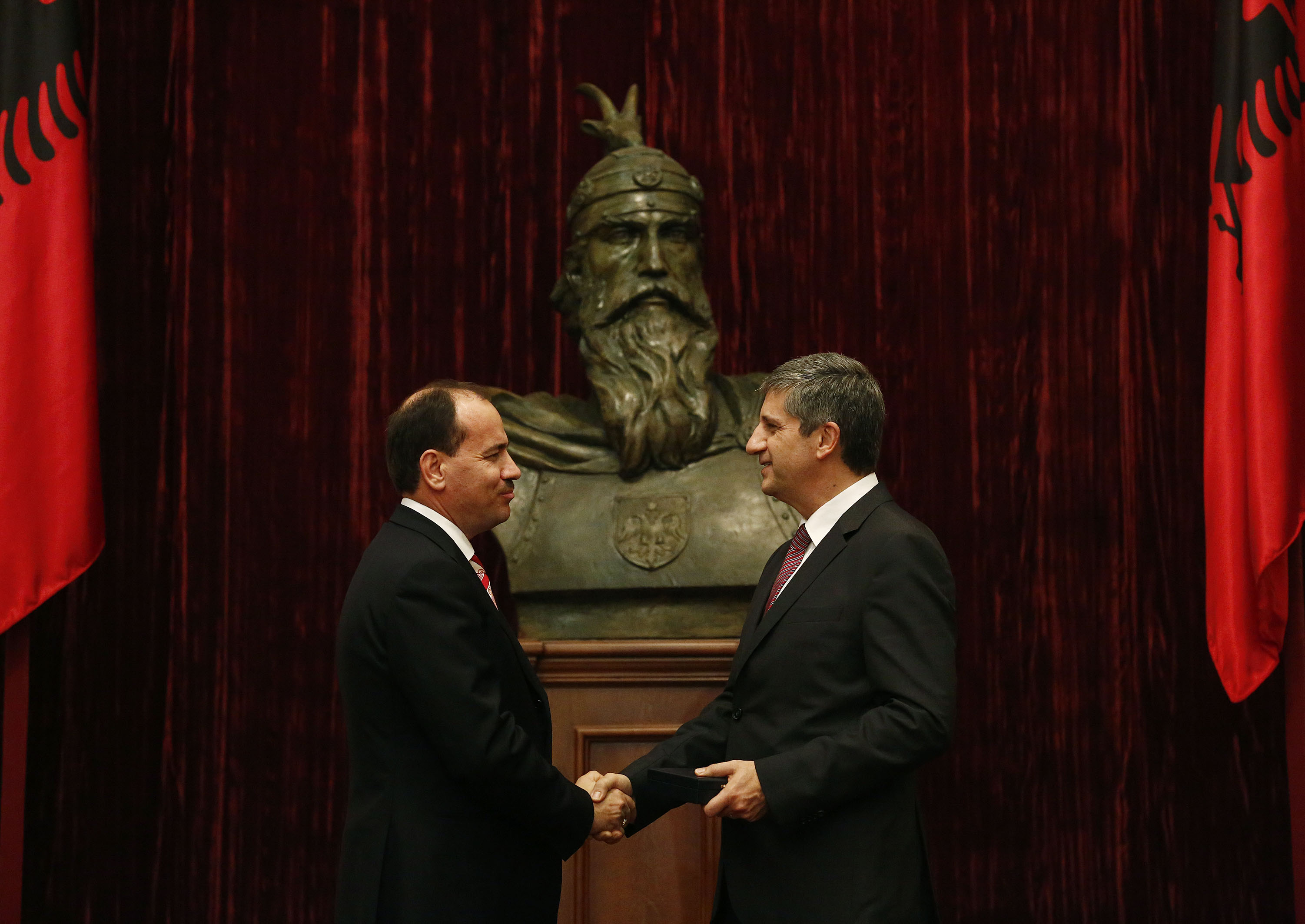
Bujar Nishani (links) trifft den österreichischen Außenminister Michael Spindelegger anlässlich der Eröffnung der Skanderbeg-Ausstellung im Historischen Nationalmuseum in Tirana (2012)

Anlässlich seines Besuchs in New York am 24. September 2012 trat Bujar Nishani vor der Generalversammlung der Vereinten Nationen auf und übte scharfe Kritik an Serbien, das – damals wie heute – weiterhin eine Anerkennung des Kosovo ablehnte. In Albanien wurde diese Rede sehr positiv aufgenommen. Auch zur gesamtpolitischen Lage der Balkanhalbinsel sprach Nishani:

„Në rajonin tim, atë të Ballkanit, popujt e etnive të ndryshme: shqiptarë, boshnjakë dhe kroatë kanë përjetuar disa nga luftërat më të tmerrshme në emër të nacionalizmit të keqpërdorur. Mendjet shoviniste përligjën ideologjinë e superioritetit të tyre mbi popujt e tjerë duke legjitimuar gjenocidet dhe masakrat që pasuan. Dy dekadat e fundit kanë treguar se nuk është një detyrë e lehtë që ta kthesh këtë faqe në librin e historisë së Ballkanit.“

„In meiner Region, dem Balkan, haben verschiedene Völker und Ethnien: Albaner, Bosniaken und Kroaten unter den schlimmsten Kriegen gelitten, die im Namen des Nationalismus missbraucht wurden. Die chauvinistischen Gedanken rechtfertigten ihre Ideologie und Superiorität gegenüber den anderen Völkern, indem sie die folgenden Genozide und Massaker legitimierten. Die letzten zwei Jahrzehnte zeigten, dass es keine leichte Aufgabe ist, diese Seite in der Geschichte des Balkans umzukehren.“

Dies war die erste Rede Nishanis vor einem breiten internationalen Publikum seit seinem Amtsantritt als Staatsoberhaupt Albaniens im Juli 2012.
Am 24. Juli 2017 trat Ilir Meta seine Nachfolge an.

## Familie
Bujar Nishani war mit Odeta Nishani verheiratet, die bei der Bank von Albanien angestellt ist. Odeta Nishani kommt aus einer kosovarischen Emigrantenfamilie, die nach dem Zweiten Weltkrieg von Gjakova nach Durrës umgesiedelt war. Das Paar hat einen Sohn und eine Tochter. Er entstammte einer bektaschitischen Familie und war Moslem.
Bujar Nishani starb am 28. Mai 2022 im Alter von 55 Jahren in einem Krankenhaus in Deutschland an den Folgen von COVID-19.